# Elanas Jablonskas
Elanas Jablonskas (* 28. Januar 1980 in Plungė) ist ein litauischer Jurist und Politiker, Vizeminister, stellvertretender Justizminister Litauens.

## Leben
Nach dem Abitur 1999 an der Mittelschule absolvierte Elanas Jablonskas Kurse als Polizist an der Lietuvos policijos akademija, dann 2004 das Bachelorstudium der Rechtswissenschaften an der Lietuvos teisės universitetas und 2006 das Masterstudium an der Mykolo Romerio universitetas in der litauischen Hauptstadt Vilnius. Von 1999 bis 2001 war er Polizist in der Rajongemeinde Plungė. Von 2006 bis 2011 arbeitete er im Büro der litauischen Kriminalpolizei.
Ab 2012 leitete er eine Abteilung im Polizeikommissariat von Bezirk Vilnius und von 2015 bis 2020 am Polizeidepartement am Innenministerium Litauens. 2019 leitete er das Polizeikommissariat von Bezirk Kaunas und 2020 das Polizeikommissariat von Bezirk Marijampolė.
Seit Dezember 2020 ist er Stellvertreter der Justizministerin Evelina Dobrovolska im Kabinett Šimonytė.
Er ist verheiratet und hat einen Sohn sowie eine Tochter.